# 右田古文

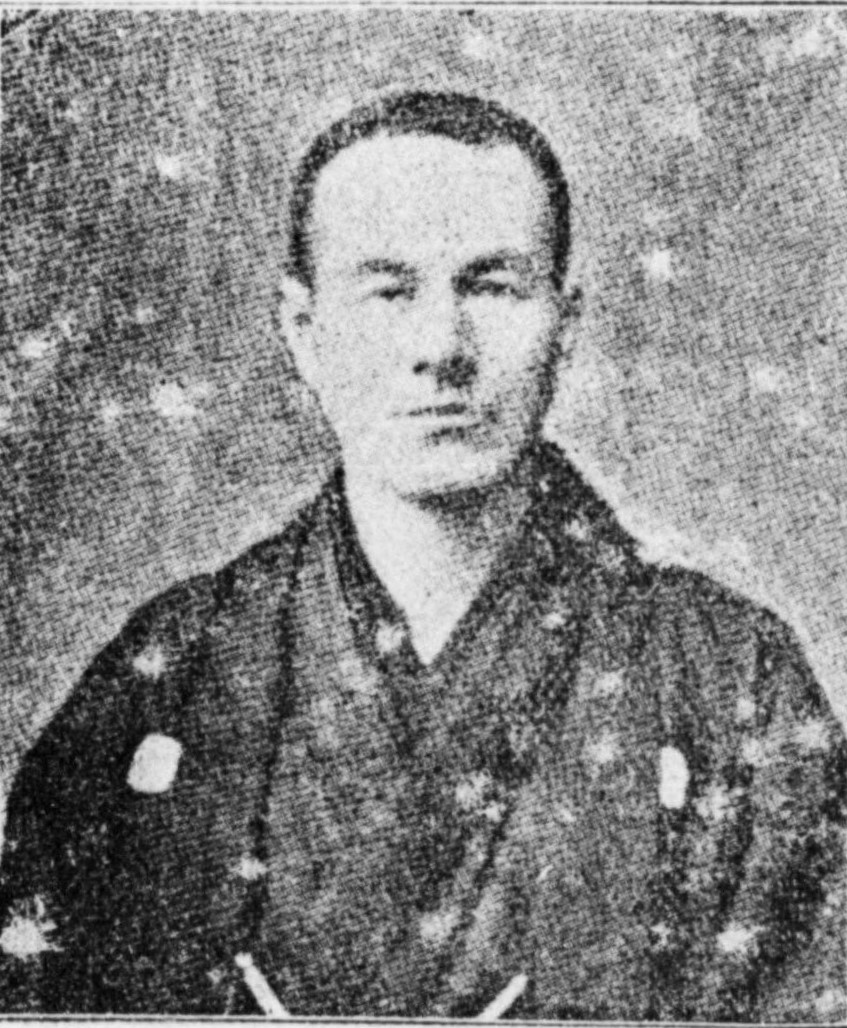
右田古文

右田 古文（みぎた こぶん、1854年8月12日（安政元年7月19日）- 1933年（昭和8年）12月12日）は、明治から昭和初期の農業経営者、実業家、政治家。衆議院議員、島根県会議長。

## 経歴
石見国那賀郡田野原村（島根県那賀郡杵束村、弥栄村を経て現浜田市弥栄町田野原）で、豪農・右田常十郞の長男として生れ、右田古信の養子となった。津和野の福羽美静に師事し漢学を修めた。1892年（明治25年）6月、家督を相続した。
1874年（明治7年）木束部副戸長に就任。以後、田野原村会議員、町村浦連合会議員、杵束村会議員、町村組合会議員、田野原区会議員などを務めた。1885年（明治18年）島根県会議員に選出され、1894年（明治27年）同議長に就任。その他、那賀郡会議員、県勧業諮問会員、郡徴兵参事員、所得税調査委員なども務めた。
1898年（明治31年）3月、第5回衆議院議員総選挙（島根県第5区）で当選し、その後、第8回総選挙まで2回再選され、衆議院議員に通算3期在任した。
実業界では、産紙会社取締役、山陰貯蓄銀行取締役、島根県農工銀行取締役、矢上銀行取締役、浜田銀行監査役、山陰生命保険会社監査役、境通商銀行監査役などを務めた。

## 国政選挙歴
- 第5回衆議院議員総選挙（島根県第5区、1898年3月、准進歩党）当選[5]
- 第6回衆議院議員総選挙（島根県第5区、1898年8月、憲政本党）次点落選[5]
- 第7回衆議院議員総選挙（島根県郡部、1902年8月、憲政本党）当選[6]
- 第8回衆議院議員総選挙（島根県郡部、1903年3月、憲政本党）当選[6]